# Lesteja
Lesteja (en árabe: اسطيحة‎, en francés: Steha) es un municipio marroquí en la región de Tánger-Tetuán-Alhucemas. Desde 1912 hasta 1956 perteneció a la zona norte del Protectorado español de Marruecos.